# Alfred Vail

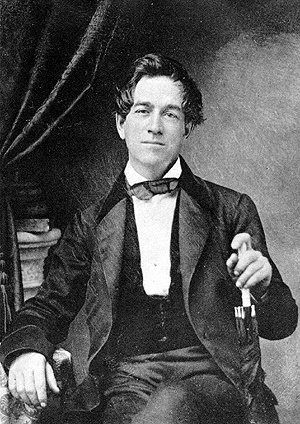
Alfred Vail

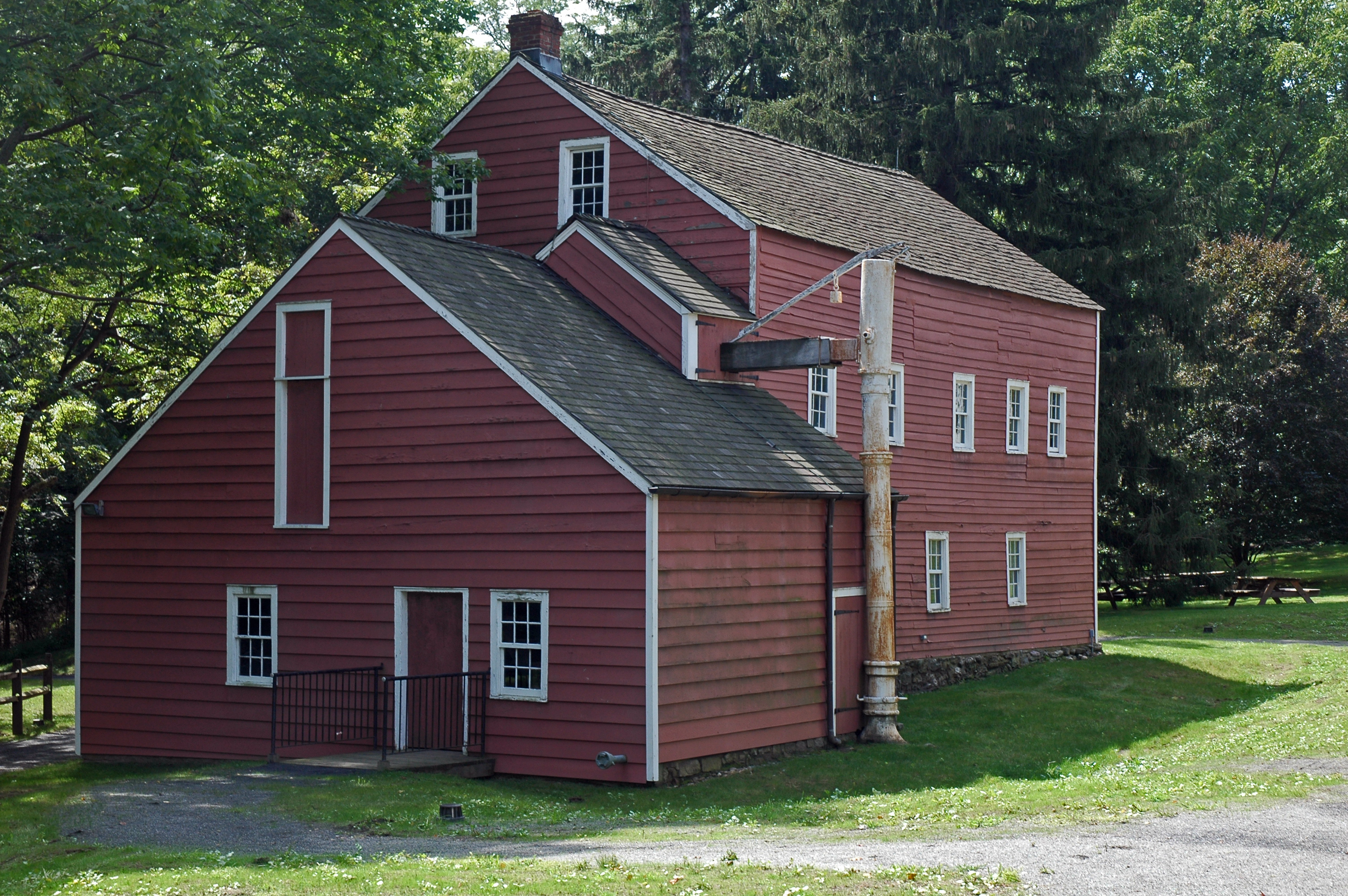
Budynek zakładów hutniczych Speedwell Ironworks – miejsce pierwszej demonstracji telegrafu, 11 stycznia 1838

Alfred Lewis Vail (ur. 25 września 1807 w Morristown, New Jersey, zm. 18 stycznia 1859) – amerykański konstruktor maszyn i wynalazca.
Vail okazał się bardzo pomocny w pracach prowadzonych przez Samuela Morse’a, przyczyniając się do rozwoju telegrafu i wprowadzenia go do powszechnego użytku. Vail i Morse byli pierwszymi operatorami próbnej linii telegraficznej pomiędzy Waszyngtonem a Baltimore. Vail później zbudował i zarządzał kilkoma łączami telegraficznymi w latach 1845-1848. Wniósł także kilka udoskonaleń do wynalazku Morse’a (w szczególności: klucz wysyłający, rejestry nagrywające i magnesy przekaźnikowe). Vail rozstał się z biznesem telegraficznym, ponieważ poczuł się urażony niedocenianiem jego wkładu przez operatorów linii telegraficznych Morse’a. Podczas swojej ostatniej pracy w Washington and New Orleans Telegraph Company otrzymywał jedynie 900 $ rocznie. Następnie przeprowadził się do Morristown, gdzie poświęcił się badaniom genealogicznym (utrzymywał się z opłat licencyjnych, jako że posiadał 1/8 praw do patentu Morse’a).
Vailowi przypisuje się także opracowanie alfabetu Morse’a, przy czym on sam nigdy nie twierdził, iż jest on jego dziełem.